# ロックンロールの起源
ロックンロールの起源（ロックンロールのきげん、英: Origins of rock and roll）では、1950年代初頭から半ばにおけるアメリカ合衆国の音楽様式と定義されるロックンロールの複雑な発祥について記述する。
ロックンロールは、最も直接的には1940年代のリズム・アンド・ブルース(R&B)という音楽から派生したものであり、R&B自体がさらに昔のブルースをはじめジャンプ・ブルース、ブギウギ、ジャズ、スイングといった音楽から発展したもので、またゴスペル、カントリー＆ウエスタン、伝統的な民俗音楽の影響を受けたものである。ロックンロールは1960年代半ば以降、単にロック・ミュージックとして一般に知られる音楽の主な基盤を築いた。
「ロッキング・アンド・ローリング(rocking and rolling)」というフレーズはもともと海上にある船舶の動きを説明したものだったが、20世紀初頭までには精神的高揚と性行為の両方を表す比喩として使用されていた。様々なゴスペルやブルースやスイングの楽曲がこのフレーズを使用したのは、それがより頻繁に使われだす前の1930年代後半から1940年代にかけてのことで、主に黒人聴衆を対象としたR&Bの録音やその批評に出てきた。ロックンロールの概念が定義されるよりもだいぶ昔の1942年5月、ビルボード誌のレコード批評では、ラッキーミリンダー楽団によるブルース曲「Rock Me」でのシスター・ロゼッタ・サープのボーカルが「ロックンロールな黒人霊歌の歌唱法(rock-and-roll spiritual singing)
」だと評された。 
1951年、クリーブランドを拠点とするディスクジョッキーのアラン・フリードがラジオ番組でこの音楽様式を演奏し始めると共に「ロックンロール」という用語を普及させた。米国では1940年代に遡る様々な楽曲が、最初のロックンロール・レコードまたはその音楽の先駆けだと名指しされている。

## ロックンロールという用語

### 昔のフレーズの使い方
韻を踏む「ロッキング・アンド・ローリング」のフレーズは、元々海兵隊によって早くも17世紀には使われていた言葉で、前後の「縦揺れ(rocking)」と左右の「横揺れ(rolling)」とが組み合わさった洋上船舶の動きを説明するものだった。1821年の航海記録や1835年の軍事誌などにその言及例がある。
1830年代に書かれたエマ・ウィラード作詞、ジョセフ・フィリップ・ナイト作曲の賛美歌「たゆとう小舟(Rocked In The Cradle Of The Deep)」が19世紀末-20世紀初頭にかけて幾度か録音された。その頃までには、宗教的含蓄のある霊歌でも「ロッキング・アンド・ローリング」というフレーズがアフリカ系アメリカ人によって使用された。
1881年4月25日、カナダではコメディアンのジョン・W・モートンが黒人を真似て、コミックソングの一環で「Rock and Roll」という曲を演奏した。 1886年にはジョニー・ガードナーのオーストラリア公演でコミックソング「Rock and Roll Me」が披露され、ある新聞評論家はガードナーを「とても彼がおどけていて、大勢の観客が笑い声で縦横に揺れた(rocked and rolled)」と記した。
「ロッキング・アンド・ローリング」のフレーズで知られている最古の録音が「The Camp Meeting Jubilee」で、1896年から1900年にかけて録音されたエジソン・メール・カルテットとコロンビア・カルテット双方の盤が存在する。そこには"Keep on rockin' an' rolling in your arms（お前の腕を縦横に振り続けろ）/rockin' an' rolling in your arms"という歌詞が入っている。また「ロッキング」は、特定の宗教儀式で礼拝者が感じた精神的携挙を説明するのに使われており、その伴奏音楽によく出てくるリズムに言及する際にも使用されていた。 
同じ頃、この用語は世俗的な文脈でも例えば鉄道列車の動きを説明するのに使われていた。それはまた鉄道を敷設する男達によって、作業ペースを維持する目的で岩に穴を開けるハンマーを振り下ろす際などに歌っていたことが示唆されている。そのほか性的な文脈でも「ロッキング」と「ローリング」は個別又は一緒に使用されていた。英語圏の作家達は数百年にわたり"They had a roll in the hay"や"I rolled her in the clover"というフレーズを使っていた。

### 20世紀の使い方
20世紀初頭までに、この言葉は通俗的な黒人スラングにおいてダブル・ミーニングを込めた使い方がますます増え、表向きはダンスやパーティーを指しながらも、多くの場合は性行為の隠語的な意味あいがあった。
1922年、ブルース歌手トリクシー・スミスが世俗的な文脈で初めて2つの単語が登場する「My Man Rocks Me (With One Steady Roll)」を録音した。それはバックビート (音楽用語)つきで演奏されたものだが、この遅い短音階調ブルースは後年の感覚でいう「ロックンロール」を意味するものではなかった。
しかし「ロッキング」や「ロッキング・アンド・ローリング」という用語は1920年代から1940年代後半までにますます（黒人の世俗的なブルース演奏家に限らず）使われるようになり、ダンスや性行為いずれかやその両方を指すものとなった。1950年代に入ると、この用語がブルースおよびR＆Bの分野で強い性的な含蓄を保持した 。
1927年、ブルース歌手のブラインド・ブレイクは「West Coast Blues」にて"Now we gonna do the old country rock （今俺達がやりたいのは古いカントリー・ロックだ）/ First thing we do, swing your partners"という二行連を使い、これが翌年のワイルド・ビル・ムーアによる「Old Country Rock」の基盤を形成した。また1927年には、伝統的なカントリー歌手のアンクル・デイブ・メイコンが彼の楽団と共に"Don't she rock, daddy-o"の繰り返しがある「Sail Away Ladies」や「Rock About My Saro Jane」を録音した。デューク・エリントンは1928年に「Rockin' in Rhythm」を録音し、ロビンソンズ・ナイツ・オブ・レストは1930年に「Rocking and Rolling」を録音した。
1932年、ハル・ローチの映画『Asleep in the Feet』ではロックンロールという台詞が聞かれた。1934年、ボズウェル・シスターズは映画『薔薇色遊覧船(Transatlantic Merry-Go-Round)』の挿入曲「Rock and Roll」でポップヒットを飛ばし、そこではこの用語が海洋での船の動きを表すのに使われた。1935年、ヘンリー・レッド・アレンが「Get Rhythm in Your Feet and Music in Your Soul」を録音し、そこには"If Satan starts to hound you, commence to rock and roll（もし悪魔がお前に付きまとってきたら、ロックンロールを始めるんだ） / Get rhythm in your feet..."という歌詞があった。アレンの録音は黒人音楽のレコードだったが、この曲はすぐに白人ミュージシャンによってカバーされ、ベニー・グッドマン（で歌手がヘレン・ウォード）のものが著名である。
この言葉を使った他の著名な楽曲はいずれも1938年に発売されたものだが、チック・ウェッブ楽団によるエラ・フィッツジェラルドの歌うスイング曲「Rock It for Me」には"... Won't you satisfy my soul, With the rock and roll?（私の魂を満足させてくれないか、そのロックンロールで）"という歌詞が登場する。もう一つがシスター・ロゼッタ・サープの「Rock Me」で、これは元々トーマス・ドーシーによって「Hide Me in Thy Bosom」として書かれたゴスペル曲である。サープはこの曲をシティ・ブルース様式で、世俗的な歌詞、恍惚とした声音、エレキギターを使って演奏した。彼女はドーシーの歌詞"singing"を "swinging"に変更しており、また"rock me"の"R"を巻き舌で発音する方法は、そのフレーズが宗教的または性的な解釈を有するダブル・ミーニングだと受け取られることにつながった。
翌年、バディ・ジョーンズ (ウェスタン・スウィング・ミュージシャン)は「Rockin' Rollin' Mama」を録音した。ここでは用語本来の（波が縦横に揺れる）意味で"Waves on the ocean, waves in the sea/ But that gal of mine rolls just right for me/ Rockin' rollin' mama, I love the way you rock and roll"と描写されている。1939年8月、アイリーン・キャッスルが考案した新しい踊り「キャッスル・ロックンロール」は「簡単なスイングステップ」と評され、彼女はこれを米国のダンシング・マスターズ大会で披露した。1941年のマルクス兄弟の映画『マルクス兄弟デパート騒動 (The Big Store) 』では、女優のバージニア・オブライエンが伝統的な子守唄の出だしで歌い、それが次第に"Rock, rock, rock it, baby ..."といった歌詞があるロック調のブギウギへと変わっていく。この歌は短いコミックソングに過ぎなかったが、その当時までに幅広く一般聴衆に理解されていたであろう言及を含むものだった。
ただし、アランフリードが大衆ラジオ番組でロックンロールについて言及し始めた1951年頃には「性的な要素がだいぶ下火になったため、単にダンスで受け入れ可能な用語になった」とされている。 

### 音楽様式としてのロックンロール
オックスフォード英語辞典によると、音楽様式を説明する際における「ロック」という単語の初期の使用は『Metronome』誌における1938年7月21日の批評で「ハリー・ジェイムスの「Lullaby in Rhythm」が実にロックである」と書かれていた。1939年には、アンドリューズ・シスターズとビング・クロスビー共演による「Ciribiribin」と「Yodelin' Jive」への批評が『The Musician』誌に掲載され、この曲たちが「厳格な4分の4拍子で進行される、留まることを知らない熱意を孕んだロックンロール」だと書かれていた。
1940年代初頭までに、「ロックンロール」という用語はビルボード記者のモーリー・オロデンカーによるレコード批評でも使用された。例えば1942年5月30日号では、「Rock Me」でのシスター・ロゼッタ・サープのボーカルを「ロックンロールな黒人霊歌の歌唱(rock-and-roll spiritual singing)」と評しており、1942年10月3日号ではカウント・ベイシーの「It's Sand, Man!」を「楽器をかき鳴らす人達ながら、[中略]正しいリズムに打ち込んでいる時にはロックンロールの才能が見られる」と評した。1945年4月25日号で、オロデンカーは「Caldonia」のアースキン・ホーキンス盤を「正しくリズミカルなロックンロールの音楽」と評し、1946年にはジョー・リギンズの「Sugar Lump」に対する彼の批評でも全く同じフレーズが繰り返された。
皮肉めいた二重の意味が一般に知られるようになったのは、最初のロックンロール・レコード候補の1つであるロイ・ブラウン (ブルース歌手)の「Good Rocking Tonight」(1947)である。これは1948年にワイノニー・ハリスによって荒々しい感じでカバーされ、そこでの「ロッキング」とは表向きダンスに関するものだったが、実際には性行為を薄いベールで覆った隠喩だった。こうしたダブル・ミーニングの言葉はブルース音楽で十分に確立されていたが、ラジオ放送では新しいものだった。「Good Rocking Tonight」の成功後、ほか大勢のR&Bアーティストが1940年代後半に似たような題名を使用した。この時期に「Rock and Roll」という題名の曲が少なくとも2曲（1947年のポール・バスコムと1948年のワイルド・ビル・ムーア）録音されている。1948年5月、サヴォイ・レコードはブラウニー・マギーの「Robbie-Dobey Boogie」を"It jumps, it's made, it rocks, it rolls"というキャッチコピーで宣伝した。曲を通して例のフレーズが繰り返されたもう一つのレコード「Rock and Roll Blues」は、アーリン・ハリスによって1949年に録音された。これらの曲は一般に黒人音楽（race music)に分類され、1940年代後半からはR&Bとされ、白人の聴衆に知られることは稀だった。
しかし1951年、クリーブランドのDJアラン・フリードが様々な人種の聴衆に向けてR&Bやカントリー音楽を放送し始めた。数十年前の音楽に精通していたフリードは、ラジオで流した音楽を説明するのに「ロックンロール」というフレーズを使用した。この使用は彼のスポンサーだったレコード店主レオ・ミンツの功績でもあり、彼がフリードにその音楽をラジオで流すよう勧めていた 。
幾つかの資料は、フリードがビリー・ワード＆ヒズ・ドミノズのレコード「Sixty Minute Man」でこの用語（性行為の婉曲表現）を発見したことを示唆している。ただフリード自身はその示唆を認めておらず、インタビューでこの用語について「ロックンロールとは、本当のところスイングの現代的な名称です。民俗音楽を取り入れたもので、ブルースとリズムに特徴があります」と説明している。
1991年にフリードがハリウッド・ウォーク・オブ・フェームで星の栄誉を手にした後、同組織のウェブサイトは「彼は欧米のラジオ番組でロックンロールという名のもと、アフリカ系アメリカ人のR&B音楽を宣伝して国際的に知られるようになった」とのコメントを出した。数年後、当時ロックンロールの殿堂の常任理事だったグレッグ・ハリスは「白人と黒人の子供たちに同じ音楽を聴かせることによって、1950年代の米国ポップ文化で人種の壁を打ち破ることになるフリードの役割は、ラジオパーソナリティの先駆けとなったもので彼を「本当に重要な人物」にした」とCNNに語った。

## 音楽様式の発展
ロックンロールの音楽は、主にブルースとR&Bの影響を受けて出現した。各ジャンルが時間をかけて流行の変化や革新を通じて発展し、各々が他のあらゆる思想やスタイルの要素を交換しあった。寄与したのはアフリカ起源の音楽に通ずる口頭話術の伝統を有する米国黒人達で、通常は強いリズム要素と共に頻繁な「ブルーノート」の使用やしばしば「コールアンドレスポンス」の発声パターンも使われた。アフリカ音楽は奴隷制の経験を通して変容を遂げたほか、フォーク調バラードなどの白人音楽様式やフラメンコギターなどの楽器とも組み合わさった。20世紀初頭に米国黒人の間で新たな音楽様式が、ブルース、ラグタイム、ジャズ、ゴスペルという形で出現した。ロバート・パーマー (作家)によると次の通り。

「ロックンロールは、南部および南西部における黒人と白人間の社会的かつ音楽的な相互作用の必然的成長だった。そのルーツは複雑に絡み合っている。基盤となる黒人教会の音楽はブルースに影響を与え、カントリー・ブルースは白人のフォークソングや北部ゲットーの黒人ポピュラー音楽に影響を与え、黒人のポップ音楽はジャズに影響を与えた。しかし、最も重要なプロセスは黒人音楽が白人側に与えた影響だった。」

1930年代までに、キャブ・キャロウェイ、フレッチャー・ヘンダーソン、デューク・エリントンといったアフリカ系アメリカ人のミュージシャンが、スウィング (音楽)という本質的に踊るために演奏されるジャズを発展させ、ニューヨーク市などの一部地域では（黒人と白人間の）社会統合プロセスが行われた。上述のパーマーによると、1930年代半ばまでにあらゆる種類の米国フォーク音楽とブルース音楽の中にロックンロールの要素が見いだせるという。カウント・ベイシーなどの一部ジャズバンドは、ブルースの「リフ」に基づいたリズミカルな音楽をますます演奏するようになった。シカゴでは、ブルース演奏家たちが少人数楽団を作り、アンプの使用を探求した。中西部では、ジャンプ・ブルースのバンドがリフに基づいて（サックスソロ演奏と叫ぶようなボーカルがある）楽演ブルースを発展させた。ナッシュビルなどの地域では、ジミー・ロジャーズ (カントリー歌手)のように白人ミュージシャンが演奏するカントリー音楽がブルース様式を取り入れ、場合によっては黒人ミュージシャンと共に録音されたものもあった（ただし黒人側は名義掲載されなかった）。テキサス州とオクラホマ州では、ウェスタン・スイングのバンドが、ビッグバンド、ブルース、カントリー音楽の要素を組み合わせて新たなダンス音楽様式を編み出した。異なる地域や文化のミュージシャン達がお互いの音楽を聞いたことで、スタイルの融合と革新が広まった。白人が演奏したり聴いていた音楽と主に黒人が演奏したり聴いていた音楽との間で、活発な相互交流がますます行われた。これらの交換および混合のプロセスは、ラジオ、レコード、ジュークボックスの普及とポピュラー音楽事業の拡大によって増進された。この音楽はまた、1930年代以降の新型アンプと電子録音技術の開発（チャーリー・クリスチャンによって最初に録音されたエレキギターの発明を含む）の恩恵を受けた。

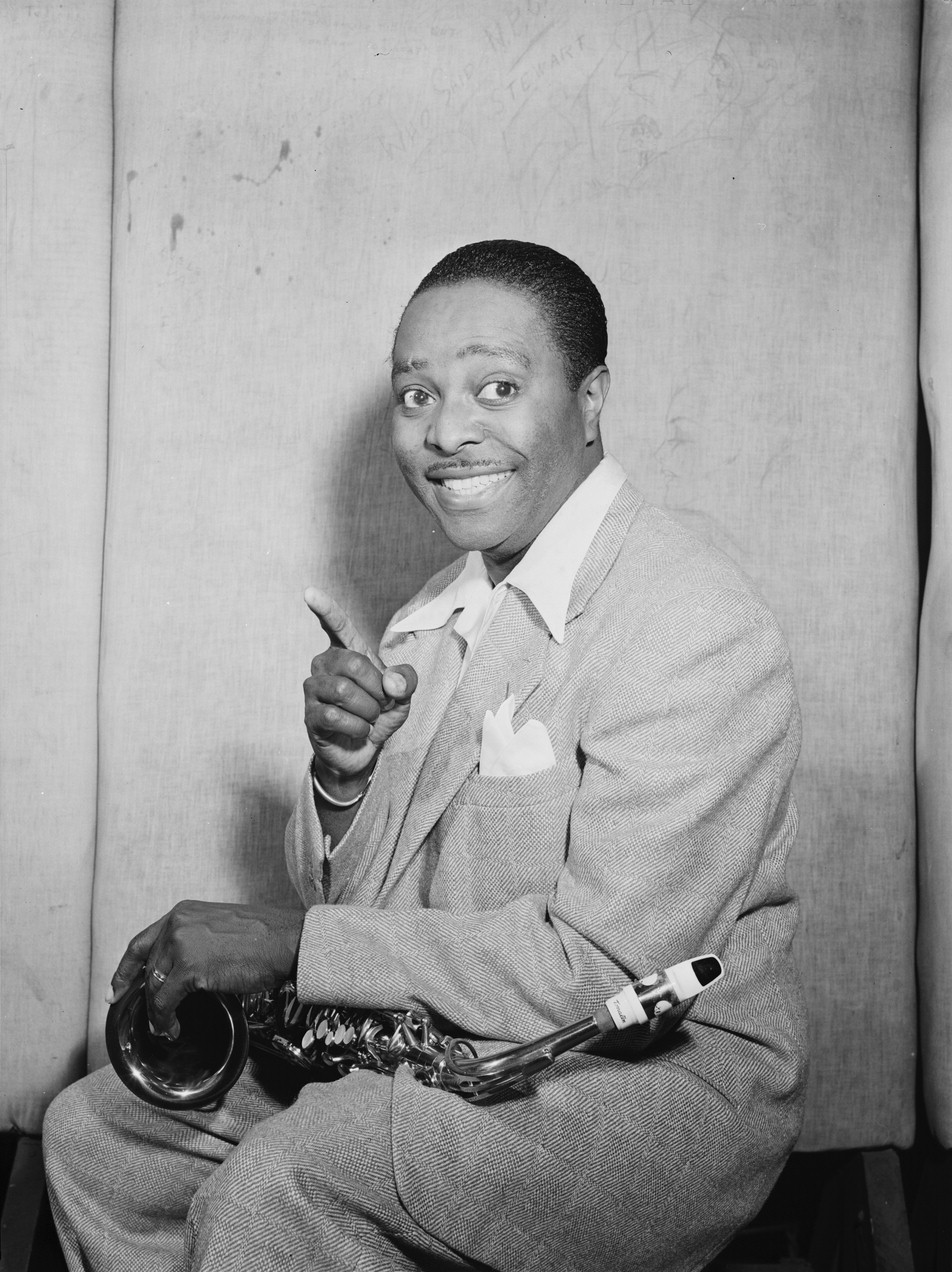
ルイ・ジョーダン、1946年撮影

1938年、興業主でレコード制作に携わるジョン・ハモンドが最初のコンサート「霊歌からスイングへ (From Spirituals to Swing) 」をニューヨークで上演し、黒人の音楽様式に光を当てた。ピアノ奏者ピート・ジョンソンと歌手ビッグ・ジョー・ターナーが組んで録音した「ロール・エム・ピート」は、主に黒人ミュージシャンによって演奏されていた「ブギウギ」音楽を米国社会じゅうに大流行させる一助となった。音楽的にも社会的にも、このことがロックンロールにとって道を切り拓く手助けとなった。経済的変化もまた昔ながらの大所帯なビッグバンドを活動しづらくさせていた（例えばルイ・ジョーダンは同年にチック・ウェッブ楽団を去り、ティンパニ・ファイブを結成している）。第二次世界大戦の経験共有を通じてジャンル混合は継続し、その後「ホンキング」サックスのソロ演奏、エレキギター使用の増加、強いアクセントのブギーリズムを特徴とする新たな様式の音楽が登場した。それがジャンプ・ブルースで、上述のジョーダン達による斬新な録音もあればライオネル・ハンプトン達による重低音リズムの楽曲も含まれている。
次第に「ロッキング」という用語がレコード自体で使用され、1940年代後半までにワイノニー・ハリス（彼のレコードは新たに命名されたR&Bチャートの第1位になった）のような演奏家の音楽を説明するのに使用されることが多くなった。
1947年、ロイ・ブラウン (ブルース歌手)が「Good Rocking Tonight」を録音した。この曲は教会音楽をパロディ化にしたもので、「ロッキング」の単語やゴスペルの呼びかけが含まれ、その言及は踊りや飲酒や性行為についての非常に世俗的な歌詞と関連づけて流用されていた。R&B市場で「ロッキング」に関連した曲の流行が始まり、中でもワイルド・ビル・ムーアの「We're Gonna Rock」は"We're gonna rock, we're gonna roll（俺らはロックとかロールをするつもりだ）"とのバックコーラス付きで、商業的に初めて成功した「ホンキング」サックスのレコードである。最も広まった曲の一つが1949年5月に初めてジミー・プレストンが録音した「Rock the Joint」で、同年のR&Bトップ10のヒット曲になった。プレストン盤はロックンロール曲の原型(prototype)と見なされることも多く、1952年にはビル・ヘイリー率いるバンドによってカバーされた。ヘイリーのベース奏者マーシャル・ライトルは、これがアラン・フリードに自身の演奏した音楽を指す「ロックンロール」というフレーズを生み出させる契機となった曲の一つだと主張した。
1951年に初めてフリードがこの音楽を演奏するようになり、1953年までに「ロックンロール」というフレーズが当初の黒人聴衆を超えて音楽市場で非常に広く使用されるようになっていた。この音楽の実践者は若い黒人アーティストで、戦後のコミュニティに興奮や踊りや社会的自由向上の必要性を訴えるものだったが、その音楽は白人ティーン世代をも強く魅了した。「ロッキング」もまた、大成功して影響力を持つ「Rocket 88」（この曲はアイク・ターナーと彼のバンドによる録音だが歌手の名義はジャッキー・ブレンストン）などのR&B曲だけに留まらず、それ以外のブラック・ミュージックを一括りにする用語として使用されるようになった。とりわけ後にドゥーワップとして知られるようになった様式のボーカルグループ録音が商業的大成功を収めるようになり、新たに小規模のインディーズ系レコード会社が幾つも設立された。ここには、モダン・レコード、インペリアル・レコード、スペシャルティ・レコード、アトランティック・レコード、キング・レコード、チェス・レコードなどが含まれる。
白人がロックンロールを扱うことは人種差別的な風潮によって妨害されていた。ビリー・バーネットは、父親ドーシー・バーネットと叔父ジョニー・バーネットについて次のように語っている。

彼らはLansky Brothersという客全員が黒人の店で服を買っていました。メンフィスのすぐ外にはブードゥー教の村があり、全て本当に真っ黒という神秘的な種類の人々がいて、[中略]南部系の本当に昔からいる人達の多くは私の父や叔父のことをホワイト・ニガーと呼んでいました。当時はホワイト・トラッシュと呼ばれる人以外は誰もロックンロールをやっていませんでした。私の父と叔父がそれを始めた時、彼らがその最初の頃だったんです。

ジョー・ターナー、ルース・ブラウン、ファッツ・ドミノなど、1950年に初めてR&BをヒットさせたR&Bミュージシャンの一部は新たな市場へと移行を果たした。1957年にドミノは「人々が現在ロックンロールと呼んでいるのはR&Bです。私はニューオーリンズでこれを15年間演奏しています」と語った 。ローリングストーン誌によれば「これは当然といえる声明である、[中略]50年代のロック演奏家は全員、黒人も白人も、出身が田舎でも都会育ちでも、基本的に40年代後半から50年代初頭の黒人ポピュラー音楽R&Bの影響を受けていた」という。 
ロックンロールがより広いポップ音楽市場へと初の突破を果たしたものの多くは、ヘイリー、プレスリー、カール・パーキンス、ジェリー・リー・ルイスなど白人ミュージシャンによる昔のR&Bヒット曲の再録音であった。多くの場合それは主流の大手レコード会社によって開発されたダブルトラックなどの革新的な録音技術を使っており、45rpmレコードの発明やジュークボックスの使用で急成長を遂げた。同時期に、リトル・リチャード、チャック・ベリー 、ボー・ディドリーといった若い黒人ミュージシャンがアメリカ国内で（民族的障壁が徐々に崩壊していることを追い風に）人気を博し、ロックンロール時代を立ち上げる手助けとなった。
1953年のヘイリー最初のヒット曲、および翌年のベリー、リチャード、プレスリーのヒット曲によって、ロックンロールは強固に確立された。
ペンテコステ派教会もまた、ロックンロール発展の重大要素として認識されている。近現代のペンテコステ派運動は多くの点でロックンロールと平行している。さらに、同教会の荒々しいエネルギーは、シスター・ロゼッタ・サープ、エルヴィス・プレスリー、リトル・リチャード、ジェリー・リー・ルイスなど、ペンテコステ派教会で育てられた最も重要な初期ロック演奏者がいることで証明されている。 
1950年代初頭に成功を収めつつあったもう一人の白人歌手ジョニー・レイは、ジャズとブルースの影響を受けた音楽や生き生きとした彼の舞台個性から、ロックンロールの主要な先駆者とも呼ばれている。トニー・ベネットはレイのことを「ロックンロールの父」と呼んでいた。一部の歴史家は、彼をこのジャンルの発展における先駆けとなった人物だと指摘している。

## 最初のロックンロール・レコードに関する複数見解
最初のロックンロール・レコードを特定することは、ロック史家研究者の間で最も議論が続いている主題の一つである。1940年代と1950年代に遡る様々な録音が最初のロックンロール・レコードとして挙げられている。多くの資料では「Rocket 88」が最初だと見なされており、これは1951年にアイク・ターナーと彼のバンドによって録音されたものだが、彼はこの楽曲にボーカルを提供しておらずサックスとボーカル名義はジャッキー・ブレンストンである。曲の作者の特定は現在も論争が続いている。
ボストン・グローブ紙によると、大半のロック史研究者が「Rocket 88」を最初として挙げており、一方で『The New Rolling Stone Encyclopedia of Rock & Roll（ロックンロールの新ローリングストーン百科事典）』とロックの殿堂ウェブサイトでは、その曲がそれぞれ「頻繁に挙げられている」「最初だと広く考えられている」と書かれている。音楽業界の人達は、別の曲を幾つか最初だと称している。もちろん「Rocket 88」は、その力強いバックビートと洗練されていないディストーション (音響機器)を掛けたエレキギターを理由に挙げられている。対照的に、作家でミュージシャンのマイケル・キャンベルは「我々の視点からだと」と前置きしたうえで、チャック・ベリーやリトル・リチャードの曲にある基本的特徴はロックのリズムではなくシャッフルビートなので最初のロックンロール・レコードではない、との持論を記した（とはいえ「Rocket 88」にはギターやディストーションを重視するなどロック音楽の基本的特徴があるとも彼は付記している）。ロックンロールやR&B楽曲の特徴は議論され続けている。ナイジェル・ウィリアムソンは「異常に速くて重低音のエイトビートなブギのリズム、そして車と酒と女性に関する大きな歌詞の」それが本当にR&Bの曲だったのかを疑問視している。
音楽史家のロバート・パーマーは、もっと昔の曲に大音量のエレキギター作品が存在することを主な理由として、より頻繁に挙げられる「Rocket 88」よりもゴリー・カーターの1949年の曲「Rock Awhile」のほうが「はるかに適切な候補」だと書いた。「Rocket 88」についてはその騒々しいサックス、ブギウギのビート、ファズ (音響機器)を掛けたアンプギター、そして自動車を称える歌詞を理由に挙げられている、とパーマーは書いている。しかし、彼は「Rock Awhile」を「最初のロックンロール・レコード」のより適切な候補だと見なしており、なぜならそちらのほうが2年早く録音されていることや、カーターのギター作品がチャック・ベリー後期のギター作品と著しく類似していながらもオーバードライブ (音響機器)の掛かるアンプを使っていることを、ブギベースのリズムや歌詞の主題といった裏付けと共に挙げた。ロジャー・ウッドやジョン・ノヴァ・ローマックスもまた、最初のロックンロールレコードとして「Rock Awhile」を挙げた。他には、ロイ・ブラウンの「Good Rocking Tonight」またはワイニー・ハリスの同1948年盤が最初という見解がある（この曲は1954年にエルヴィス・プレスリーがカバーした際により大きく世に広まった）。シスター・ロゼッタ・サープの1944年の曲「Strange Things Happening Every Day」もまた最初の曲だと見なされている。
ロックンロールの殿堂は、チャック・ベリーがこのジャンルの起源において特に重要であったと考えている。 「ロックンロールを発明したという人物ではないが、[中略]チャックベリーは、あらゆる重要な要素をまとめた者に最も近い人物となった」
大部分のロック史研究者が、1953年のビル・ヘイリーの曲「Crazy Man, Crazy」をビルボードチャート入りを果たした最初のロックンロール・レコードとして挙げている。1954年に発売された彼の「ロック・アラウンド・ザ・クロック」は、商業的に大きな成功を収めた最初のロックンロール・レコードであり、このジャンルを開拓した多くのレコードとして1955年に加えられた。この曲と共に、幾人かのロック批評家は1954年のプレスリーによる「ザッツ・オール・ライト」を最初のロックンロール・レコードの候補だと指摘している。
ジム・ドーソンとスティーブ・プロペスによる1992年の著書『What Was the First Rock'n'Roll Record?（最初のロックンロール・レコードは何だったのか?）』は、イリノイ・ジャケーの「Blues, Part 2」(1944)からエルヴィス・プレスリーの「ハートブレイク・ホテル」(1956)に至るまで、50人の候補者について決定的な結論に達することなく議論を行なっている。その序文で、ロックンロールの現代的な定義がDJアラン・フリードが1954年後半に放送した『The Rock and Roll Show』という彼の画期的番組のほか1955年1月に行われた彼のコンサート『Rock and Roll Jubilee Balls』でこの用語を使用したことによって設定されたと著者らは主張しており、彼らはフリードが注目した音楽に基づいて、候補者となるR&Bのコンボ（少人数の楽団）、黒人のボーカルグループ、ホンキングサックス奏者、ブルースの優秀演奏者、そして真正のR&Bスタイルで演奏する数人の白人アーティスト（ビル・ヘイリーやエルヴィス・プレスリー）を厳選した。フリードの番組初期に登場したアーティストには、楽団のリーダーであるバディ・ジョンソン、ザ・クローバーズ、ファッツ・ドミノ、ビッグ・ジョー・ターナー、ザ・ムーングロウズ、クライド・マクファター＆ドリフターズ、ザ・ハープトンズなどがいた。著者達が言うには、この用語が米国じゅうを席巻したその短い期間にロックンロールと呼ばれる音楽の最初が存在したとされる。「ホンキング」テナーサックスがこれら番組の原動力でありフリードの演奏するレコードの多くに出てくるとの理由から、著者達の候補リストは1944年代半ばのコンサート『Jazz at the Philharmonic』でのイリノイ・ジャケーによる生演奏より始まっている。その生演奏レコード「Blues, Part 2」は現在でもVerveレーベルのCDとして発行されている。著名なジャズの偉人が数名この「Blues」でジャケーの伴奏をしている。
2004年、エルヴィス・プレスリーの「ザッツ・オール・ライト」とビル・ヘイリーの「ロック・アラウンド・ザ・クロック」がいずれも50周年を迎えた際、ローリングストーン誌はプレスリーの曲が最初のロックンロール楽曲であるとの見解を述べている。ガーディアン紙は、複数のロックンロール・レコードがプレスリー以前にあるものの、彼の録音はその全てのより糸が「完璧に具象化」して一本にまとまった瞬間であるとの見解を出した。プレスリーに関しては「私がこのビジネスを始めたと多くの人が考えているようですが、ロックンロールは私が来るずっと前からこの地に存在していたものです」との発言が引用がされている。
このほかロックンロール・サウンドを形成したのがリトル・リチャードとチャック・ベリーだとされている。1950年代初頭よりリトル・リチャードはゴスペルにニュー・オーリンズのR&B、重いバックビート、叩きつけるようなピアノ、哀調のこもったボーカルを組み合わせた。レイ・チャールズはリトル・リチャードのことを新種の音楽を始めたアーティストと呼び、これは1955年に「Tutti Frutti」としてレコードに登場する前の数年間ステージ上で演奏していたロックンロールのファンキースタイルを指していた。チャック・ベリーと彼の楽曲「Maybellene」（1955年録音、R&Bチャート1位でUSポップチャート5位）、「ロール・オーバー・ベートーヴェン」(1956)、「ロック・アンド・ロール・ミュージック」(1957)、「ジョニー・B.グッド」(1958)は、ロックンロールを特徴づける主な要素を洗練および発展させ、ティーン世代の暮らしに焦点を当てたり後のロック音楽に大きな影響を与えるギターのイントロやリードブレイクを導入した。初期のロックンロールは12バー・ブルースの和音進行を使い、1小節4ビート（通常ロックンロールは8分音符8個のエイトビートになる）なブギウギと共通点があった。しかし、ロックンロールはブギウギよりもバックビート (音楽用語)に重点を置いている。ボ・ディドリーの1955年のヒット曲「Bo Diddley」およびB面の「I'm a Man」は新たなビートと独自のギタースタイルを導入し、これは 12バーのパターンを使用して多くのアーティストに感銘を与えた。彼の主張、リズム進攻、エッジを効かせた(hard-edged)エレキギター音、アフリカのリズム、特徴のあるクラーベ・ビート（単純な5アクセントのリズム）は、ロックおよびポップ音楽の土台として残っている。
早くも1946年にアーサー・クルーダップやファッツ・ドミノといった演奏家が後世のロックンロールと区別できないブルース曲を録音していた、と指摘する人達もおり、これらのブルース曲はその数十年前にさかのぼるテーマ、コード変更、リズムを下敷きにしていた。1947年ロイ・ブラウンの「Good Rocking Tonight」のワイノニー・ハリスによるカバー盤もまた、そのレコード人気が1940年代後半から1950年代初頭にかけて主に黒人アーティストによる同様のロックビートでの多くのアンサーソングをもたらしたため、最初のロックンロール・レコードの候補だとされている。ビッグ・ジョー・ターナーの1939年の楽曲「ロール・エム・ピート」は1950年代のロックンロールと非常に近い。シスター・ロゼッタ・サープもまた1930年代から1940年代に「Strange Things Happening Every Day」(1944)などの叫んだり足を踏み鳴らす音楽を録音しており、それは1950年代半ばのロックンロールの主な要素を幾つか含むものだった。年代をさらに昔に遡るなら、ブルース研究家ゲイル・ディーン・ウォードローはブラインド・ルーズベルト・グレイブスと彼の兄弟による1929年録音の「Crazy About My Baby」が「最初のロックンロール録音と考えられる」と主張している。
対照的に、ミュージシャンで作家のビリー・ベラは、ロックンロールとは「進化のプロセス」なので何であれ一枚のレコードを最初だと名付けるのは愚かなことだ主張した。作家のニック・トッシュも同様に「青が藍色になる場所をスペクトルの中で見分けることが不可能であるように、最初の現代ロックレコードを見分けることは不可能である」との見解を述べた。音楽作家のロブ・ボウマンは、長いこと議論されている質問は役に立たないと断じて「選考を行う人によって基準が異なる」ので答えを出せないと述べた。
アイク・ターナーは、サム・フィリップス（プレスリーを見いだしたことで有名）の事業計画を次のような物語調にして、全く異なる視点を打ち出している。「黒人の少年みたいに聞こえる白人の少年を採用できればと思っていて、そうなった時にフィリップスは金鉱を手に入れたのです。これは本当です」「やがて彼はエルビスを発掘し、ジェリー・リー・ルイスやその他多くの人材を発掘しました、すると彼らはそれをR＆Bではなくロックンロールと名付けたのです。[中略]これが私の考える、ロックンロールが存在する理由です」

## よく言及される楽曲

### 1920年代
- 「My Man Rocks Me (with One Steady Roll)」-1922年にトリクシー・スミスが発表。"rocking"と"rolling"を世俗的な文脈で盛り込んだ最初の録音[103]。
- 「Shake That Thing」-1925年にパパ・チャーリー・ジャクソンが録音[要出典]。
- 「That Black Snake Moan」-1926年にブラインド・レモン・ジェファーソンが最初に録音したカントリー・ブルース。歌詞の一部が後年の有力曲（アーサー・クルーダップの「ザッツ・オール・ライト」）で流用されている[104]。
- 「Honky Tonk Train Blues」-翌年の「Pine Top's Boogie Woogie」を予兆させるミード・ルクス・ルイスの楽曲。ギターの代わりにピアノだったことを除けば、30年後にロックンロールと呼ばれる要素の大部分が含まれている。
- 「Way Down in Egypt Land」-1926年にゴスペル楽団Biddleville Quintetteが録音。「一貫したバックビートを特徴とする[中略]最も古い楽曲」と評されている[105]。
- 「Sail Away Ladies」「Rock About My Saro Jane」-1927年5月7日にアンクル・デイブ・メイコンと彼の楽団によって録音された[27]。「Sail Away Ladies」は伝統的なスクウェアダンス曲で、"Don't she rock, daddy-o"を繰り返す箇所がある。メイコンは「Rock About My Saro Janeを1880年代に黒人の港湾労働者から教わったと考えられている（アラン・ローマックスによれば、曲自体は19世紀半ばに遡るとされる）[106]。
- 「Jim Jackson's Kansas City Blues」-1927年10月10日にジム・ジャクソンが録音。最初に100万枚を売り上げたブルースのレコードの一つ[107]。その曲調や歌詞が後年幾つも再利用されている[注釈 15][108]
- 「It's Tight Like That」-1928年10月24日にタンパ・レッドがピアノ奏者のジョージア・トム（トーマス・A・ドーシー）と一緒に録音。初期ホーカム (ブルース)の非常に成功したレコードで、レッドは後に自分の楽団と共にシカゴ音楽の先駆者となり、ドーシーは「ゴスペル音楽の父」になった。
- 「Pine Top's Boogie Woogie」-1928年12月29日にパイントップ・スミスが録音。ブギウギ最初のヒット楽曲の一つで、"the girl with the red dress on（赤いドレスを着た少女）"に言及する古典的ロックンロールの最初だとされている。曲調は1925年のジミー・ブライスの楽曲「Jimmy's Blues」から派生したもの[107]。
- 「Crazy About My Baby」-1929年にブラインド・ルーズヴェルト・グレイヴズ兄弟が録音した、少人数による伴奏つきのリズミカルなカントリー・ブルース。研究者のゲイル・ディーン・ワードロウは、これが「最初のロックンロール楽曲と考えられる」と主張している[99][109]。また同兄弟が1936年に録音した器楽曲（「Skippy Whippy」「Barbecue Bust」「Hittin'the Bottle Stomp」など）について、作家ロバート・パーマーが「完全に形成されたロックンロールギターのリフと生き生きとしたロックンロール・ビートが特徴」と評している[54][110]

### 1930年代
- 「Standing on the Corner (Blue Yodel No. 9)」-1930年7月16日にジミー・ロジャーズが録音。名義無しながらルイ・アームストロング（コルネット）とその妻リル・アームストロング（ピアノ）を入れて録音され、後の黒人と白人ミュージシャンによるコラボ楽曲の先駆けとなったが、これは当時ほとんど前例が無かった[111]。
- 「タイガー・ラグ」-1932年にウォッシュボード・リズム・キングスが録音したものは、すさまじい勢いでウォッシュボードをかき鳴らす(rocking)事実上制御不能となった演奏[112]。初期ロックンロールにあった野性味と砕けた雰囲気が同じスパズム・バンド[注釈 16]などが披露していた。元々は1917年のオリジナル・ディキシーランド・ジャス・バンドが録音して以後ジャズの定番曲。
- 「Good Lord (Run Old Jeremiah)」-（1934年以降はオースティン・コールマンとジョー・ワシントン・ブラウンによるものだが、）父ジョン・ローマックスと息子アラン・ローマックスが録音した熱狂的で騒々しいリング・シャウト[注釈 17] で、歌い手が"I'm going to rock, you gonna rock ... I sit there and rock, I sit there and rock, yeah yeah yeah."と演説調に語る[4][114]。音楽史家のロバート・パーマーは「リズミカルな歌唱、激しくなるビート、ブルース調のメロディー、即興にして意識の流れの言葉、[中略]約20年後に出現するロックンロールのあらゆる重要な先駆け要素がある」と評した[54]。
- 「Oh! Red」-1936年4月18日にハーレム・ハムファッツが録音。当初から商業的成功を目指してJ・メイヨー・ウィリアムズが集めたジャズやブルースの少数精鋭グループによって作られた。同グループの楽曲には性行為や薬物の言及が多く含まれる[115]。
- 「I Believe I'll Dust My Broom」「Cross Road Blues」（いずれも1936年11月録音）ほかロバート・ジョンソンによる他の楽曲。当時は特に成功しなかったが直接的にはシカゴ・ブルースの発展に影響を与え、1960年代に再発表されると後世のロックミュージシャンにも強い影響を与えた。
- 「Rock It for Me」-1937年にエラ・フィッツジェラルドがチック・ウェッブ楽団と一緒に録音。その歌詞は「ロックンロール」と呼ばれる種類の音楽について述べている。
- 「One O'Clock Jump」-1937年7月7日にカウント・ベイシーが録音し、エディ・ダラムが編曲。この曲は12バー・ブルースに基づいており、各楽器のリズム・セクションは「スイングの概念を発明したも同然」[116] とされる。
- 「シング・シング・シング」-ルイ・プリマ作詞で1937年からはベニー・グッドマンが演奏。この曲はジーン・クルーパによるドラムブレイク（一旦無音になる中断）の繰り返しが特徴で、その音楽的性質はロックンロールのドラム奏法を先取りしたものとなった。
- 「Rock Me」-1938年10月31日にシスター・ロゼッタ・サープが録音。歌詞内容だけでなく様式も重要で、エルヴィス・プレスリー、ジェリー・リー・ルイス、リトル・リチャードなど後世のロックンロール・スターの多くが、サープの歌唱法やエレキギター演奏、エネルギッシュな演奏スタイルを影響として挙げた[117]。彼女はまた1942年にラッキー・ミリンダー楽団と共にこの曲を再録し、コラムニストのモーリー・オロデンカーは彼女のボーカルを「ロックンロールな黒人霊歌の歌唱法(rock-and-roll spiritual singing)」と評した[39]。
- 「Ida Red」-1938年にボブ・ウィルズとテキサス・プレイボーイズ（エルドン・シャンブリンによるエレキギターが特徴のウェスタン・スウィングのバンド）が録音。この曲調が数年後チャック・ベリーによって「Maybellene」で再利用された[118]。
- 「ロール・エム・ピート」-1938年12月30日にピート・ジョンソンとビッグ・ジョー・ターナーが録音。手拍子の裏打ちとブルースの歌詞がある、アップテンポなブギウギ[45][107]。
- 「Rocking the Blues」-ポート・オブ・ハーレム・ジャズ・メンが1939年に発表したアップビートの器楽曲[119][120]。

### 1940年代
- 「Early In The Morning」「Jivin' the Blues」-いずれも1940年5月17日にサニー・ボーイ・ウィリアムスン(I)が録音。リズミカルなシカゴ・ブルース楽曲で、ドラムが顕著に録音された最初のもの。
- 「Down the Road a Piece」-1940年8月にウィル・ブラッドリー楽団が録音した、ロック・ブギの曲。後にロックンロールの定番曲スタンダードになった。ドラム奏者レイ・マッキンリーには「エイトビート・マック」のあだ名があり、これはジャズの1小節4ビートからロックンロールの特徴である1小節8ビート(eight to the bar)の使用に移行したためである。
- 「フライング・ホーム」-初録音は1939年（ベニー・グッドマン・セクステット）だが、1942年にライオネル・ハンプトンと彼の楽団によって録音されたイリノイ・ジャケーのサックスソロ演奏つきが最も有名。以来これがロックンロールのソロ演奏にとって模範（感情表現、ホンキングやブレイクの演奏技法、曲の要点など）になった。
- 「Mean Old World」-1942年にT-ボーン・ウォーカーが録音。このギタリストによる影響はB.B.キング[121]をはじめとするブルースをはるかに超えて、ジャズやロックンロールにまで及んだ[122]。中でも革新的だったのは同曲中にあるギター2弦のリックで、これが後年チャック・ベリーによって「ジョニー・B.グッド」や他の曲で使われるようになった[123]。
- 「Caldonia」-最初にルイ・ジョーダンが、その後アースキン・ホーキンスなどが録音。ホーキンス盤はビルボード誌から「正しくリズミカルなロックンロール音楽」と称された[124]（ただし当時ロックンロールの概念は未定義）。チャック・ベリーは「自分の記憶では、ロックンロールの演奏を聞いた最初の人物がルイ・ジョーダンだ」と語ったと伝えられている [125]。
- 「Rock Me Mamma」-1944年12月15日にアーサー・クルーダップが録音。ブルース歌手による最初かつ最大のR&Bチャートでのヒットだが、彼の1946年の楽曲「ザッツ・オール・ライト」によって以後数十年にわたり陰に隠れている。
- 「Strange Things Happening Every Day」-1944年にシスター・ロゼッタ・サープがピアノ奏者のサミー・プライスと共に録音。ブギウギ調のゴスペル曲で、黒人音楽(race records)チャートを超えるヒットとなった最初のゴスペル楽曲[126]。これはエレキギターに合わせて歌うサープが特徴で、ロックンロールの重要な先駆けだと見なされている[78][127]。ナショナル・パブリック・ラジオ記事は「ロックンロールは1940年代、シスター・ロゼッタ・サープという名の奇妙な黒人女性の魂の中で、教会とナイトクラブを行き来しつつ育まれた」と伝えた[128]。
- 「The Honeydripper」-1945年4月20日にジョー・リギンスが録音。R&B「黒人」チャートで18週1位になり（後年の「Choo Choo Ch'Boogie」と1位タイ記録）、ポップチャートでもランクインした。その歌詞には、都会の横柄さと性的暗示が含まれている[82]。
- 「Guitar Boogie」-1945年に当初アーサー・スミスが録音（1948年の再販までヒットせず）。エレキギターで演奏された最初のブギウギで、後世のロックンロール・ギタリストによって多く模倣された。曲調は1929年の「Pinetop's Boogie Woogie」に基づいている[82]。
- 「The House of Blue Lights」-1946年2月12日にフレディ・スラックとエラ・メエ・モーズが録音。スラックとドン・レイの共同作詞で、後に多くのロックンロール歌手によって録音された。モーズは、現在R&B音楽と見なされるものを演奏した最初の白人歌手の一人[82]。
- 「ルート66」-1946年3月15日にナット・キング・コールなど3組が録音。ボビー・トループが作詞したこの曲は、コールの大ヒット曲となり、後年チャック・ベリーほかロックンロールの演奏家によって広くカバーされた[129]。
- 「Boogie Woogie Baby」「Freight Train Boogie」「Hillbilly Boogie」-デルモア・ブラザーズによるハーモニカ演奏が特徴のアップテンポな楽曲で、ブルースの影響を強く受けている（彼らの最初の録音は1931年）[130][131]。
- 「Open the Door, Richard」-喜劇演目に基づいて作られたR&Bレコード。1946年9月にジャック・マクヴィーによって初めて録音され、フレッチャー、カウント・ベイシー、ザ・スリー・フレイムス、ルイ・ジョーダンほか多くのアーティストによって即座にカバーされた。類似する販促型R＆Bレコードの先駆けで、ザ・コースターズなどのグループ録音では初期ロックンロールの主軸曲となった[82]。
- 「ザッツ・オール・ライト」-1946年にアーサー・クルーダップがB面でリリース。ブルースとロックンロールの間にある移行期の曲であり、議論の余地はあるものの、最初のロックンロール曲だと見なされる場合もある（サウスイースタン・ルイジアナ大学のロック史家ジョセフバーンズは「この曲は史上初となるギターソロのブレイクをやった可能性がある」と付言している）[132]。信頼性の高い資料で「ロックンロールの原点(ground zero)に関して信憑性の高い先頭走者の位置にいる」と書かれている[133]。1954年にエルヴィス・プレスリーによってカバーされたが[134]、プレスリー盤は「原曲と比べてテンポが少なくとも2倍速い」ものである[135]。
- 「Move It On Over」-1947年4月21日にハンク・ウィリアムズが録音。ジム・ジャクソンによる1927年の「Kansas City Blues」と似たメロディーを使用しており、数年後に「ロック・アラウンド・ザ・クロック」へと脚色された[82]。

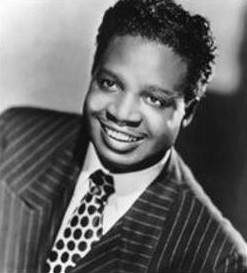
ロイ・ブラウンは「Good Rocking Tonight」(1947)の作詞者で歌手

- 「Good Rocking Tonight」-ロイ・ブラウン盤(1947)とワイノニー・ハリス盤(1948)のそれぞれが、題名に「ロッキング」と入ったブルースの流行をもたらした。最初のロイ・ブラウン盤はレコードレーベルに「ロッキング・ブルース」と書かれていた。
- 「Rock and Roll」-1948年にワイルド・ビル・ムーアが録音して1949年にリリース。これはムーアが曲を通して"We're going to rock and roll, we're going to roll and rock”を繰り返し、"Look out mamma,  we're going to roll and rock.”の歌詞で曲が終わるロック・ブギ。この曲の別バージョン（作詞作曲がムーア名義）は1949年にドーレス・ディケンズによって録音された[136]。
- 「It's Too Soon to Know」-デボラ・チェスラー作詞でザ・オリオールズが演奏。1948年11月に米国のR&Bチャート第1位になり、これが最初の「ロックンロール」曲であると一部の人に考えられている[137][138]。
- 「Boogie Chillen'（またはBoogie Chillun)」-ジョン・リー・フッカー作詞で1948年に録音されたブルース楽曲。1949年にビルボードR&Bチャート1位になった。この曲のギター音型は「100万曲の出だしとなったリフ」[139]と呼ばれ、様々な人気ブルース曲やロック曲の着想元となっている。後世のロックンロールに最も影響力を及ぼしたブルース楽曲の一つと考えられている[140]。
- 「Rock Awhile」-1949年4月にゴリー・カーターが録音。ニューヨークタイムズ紙によれば、「最初のロックンロール・レコード」競争の候補として、より頻繁に挙げられる「ロケット88」(1951)よりも「はるかに適切な候補」として挙げられている[141]。カーターのオーバードライブなエレキギタースタイルは、1955年以降のチャック・ベリーのそれと似ている[73]。
- 「Rock The Joint」-1949年5月にジミー・プレストンが録音。ロックンロールの原型(prototype)曲でこれ自体よく売れ、3年後の1952年にビル・ヘイリーによって同様のハードロックスタイル〔ママ〕[注釈 18]で録音されたりと、非常に影響力もあった。

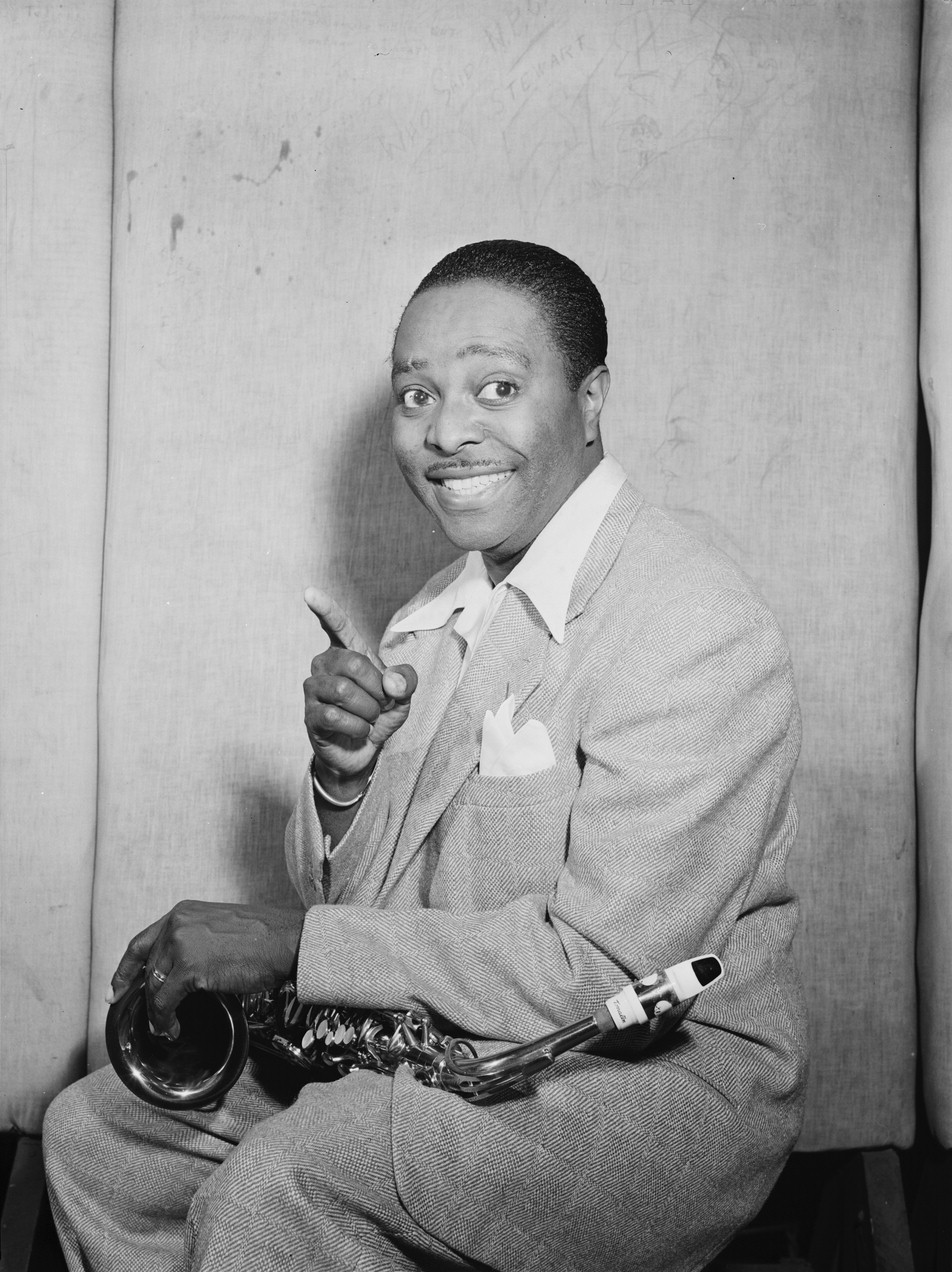
ルイ・ジョーダン、1946年7月

- 「Saturday Night Fish Fry」-ルイ・ジョーダンと彼のティンパニー・ファイブによるこの曲は、1949年にR&Bチャートで11週1位となり、さらに全米チャートでも21位に達した[144]。この曲には「生き生きとしたジャンプリズム、コール&レスポンスの合唱、そして後年チャック・ベリーがコピーを認めたエレキギター二重弦のリフ」があった[145]。ジョーダンは、ロックンロールの殿堂で「リズム＆ブルースの父」「ロックンロールの祖父」と評されている[146]。同殿堂はまた、この楽曲が「ラップの初期の例であり、恐らく最初のロックンロール録音」だと述べている[147]。
- 「The Fat Man」-1949年12月10日にファッツ・ドミノが録音。彼は口まねトランペットのほかピアノとボーカルをこなし、ひたすらリズムセクションが続くバックビートが特色。この曲は歴史家によって「最初のロックンロールシングル曲かつ初めて100万枚以上を売り上げたもの」として挙げられている[148][149]。

### 1950年代初頭
- 「Boogie in the Park」-1950年7月にジョー・ヒル・ルイスが録音。ルイが基本のドラムセットで演奏しつつ「史上最大音量で、最もオーバードライブかつディストーションさせたギターストンプ」を演奏するワンマンバンドが特徴。またルイのエレキギター作品はヘヴィメタル音楽の遠い祖先と考えられている[150]。
- 「Hot Rod Race」-1950年後半にアーキー・シブリーと彼のマウンテン・デュー・ボーイズが録音。ティーン文化における速く走る自動車の役割を強調した[82]。
- 「Sixty Minute Man」- 1950年12月30日にビリー・ウォード＆ヒズ・ドミノスが録音。ポップチャートにまたがる最初の(かつ最も性的に露骨な)R&B大ヒット曲で、ルネ・ホールのギター演奏が特徴。このグループはアラン・フリードの番組初期に多く登場した。
- 「Rocket 88」-1951年3月5日にジャッキー・ブレンストンと彼のデルタ・キャッツ（実際にはアイク・ターナーとキングズ・オブ・リズム）が録音、ブレンストンがボーカル役をこなした。サム・フィリップスが制作した原曲盤は、その音色と歌詞内容が多大な影響を与えて大ヒットした。多くの著者が、これを最初またはロックンロールというジャンルの始まりだと明言している[151][152]。ターナー自身はそれをR&Bの曲であろうと考えており[153]「自分はRocket 88がロックンロールだとは思わない。Rocket 88はR＆Bだと自分は考えていて、でもRocket 88は今あるロックンロールの一因だとも考えている」と述べた[102]。この曲はまたウィリー・キザートが演奏する初期のディストーションギターやファズギターも特徴である[154]。
- 「How Many More Years」-1951年5月にハウリン・ウルフが録音。作家ロバート・パルマーは、エレキギターで演奏されたディストーション付きのパワーコードを特徴とする最初のレコードとしてこの曲を挙げている[54][155]。
- 「Cry」- 1951年10月16日にジョニー・レイが録音。彼の感情的な歌唱法 は後年のボーカルスタイルの典型となり、さらに重要なことにR&Bチャートだけでなくポップチャートでも首位になる事で、この音楽が人種の壁を乗り越えうることを示した[82]。
- 「Rock and Roll Blues」-1952年1月22日にアニタ・オデイが録音。史上最高のジャズ歌手の一人とされる彼女の数少ない作曲の一つ。
- 「Hound Dog」-1952年8月13日にビッグ・ママ・ソーントンが録音。ジョニー・オーティスのバンド（契約上の理由で名義なし）と共に録音された騒がしいR&B曲は、白人のジェリー・リーバーとマイク・ストーラーによる作詞。後年エルヴィス・プレスリーによって有名になった[82]（エルヴィス盤に関してはハウンド・ドッグ (曲)#エルヴィス・プレスリーのバージョンを参照)。
- 「Love My Baby」「Mystery Train」-1953年にジュニア・パーカーが自身のエレクトリック・ブルースバンドを率いて録音。それぞれ後にヘイデン・トンプソンとエルヴィス・プレスリーによってカバーされ、「将来のロカビリー定番曲に貢献した2曲」とされている[156]。
- 「Gee」-1953年2月10日にザ・クロウズが録音。1954年の大ヒット曲で、ロックンロールの権威ジェイ・ワーナーから「ロックンロールグループによって初めてヒットしたロックンロール」と評されている[157]。
- 「Crazy Man, Crazy」-1953年4月にビル・ヘイリー＆ヒズ・コメッツが録音。誰かのカバーではなくオリジナル作曲で、「ポップチャートでヒットした最初のロックンロール曲」と評されている[158]。ロックンロールの殿堂は、この曲を「ビルボードのポップチャート入りを果たした最初のロックンロールレコードとなったと思われる、カントリーとR＆Bの独自融合」と見なしている[159]。

- 「Mess Around」-1953年5月にレイ・チャールズが録音した、彼の最初期のヒット曲の一つ。この作詞名義は、1929年の古典「Pinetop's Boogie Woogie」の一部歌詞のリフオフ[注釈 19]にあたると、アーメット・アーティガンから問題提起された。1954年11月に録音された「I've Got a Woman」は、ゴスペルとR&Bを組み合わせて大ヒットした最初のソウルミュージックと広く考えられている[161][162]。
- 「The Things That I Used to Do」-1953年10月16日にギター・スリムが録音。ロックンロールに大きな影響を与え、ディストーションをエレキギターに掛けた倍音を特徴とするエレクトリック・ブルースの曲[163]。ロックンロールを形作ったロックの殿堂入り500曲のひとつとしてリスト掲載されている[164]。
- 「 Work with Me, Annie」-1954年1月14日にハンク・バラード＆ザ・ミッドナイターズが録音。その猥褻な歌詞にもかかわらずR&Bチャートで7週間1位となり、幾つかの続編も生まれた。ラジオで放送禁止となり、ロックンロールの禁止要請につながったが、歌詞はすぐに保守的な白人聴衆向けに書き直され、ジョージア・ギブスは自身で直した「Dance with Me, Henry」で1955年にポップチャート1位となった[82]。
- 「Shake, Rattle and Roll」-1954年2月15日にビッグ・ジョー・ターナーが録音、6月にビルボードR&Bチャートの1位になった。カバーとはいえ歌詞と編曲が大きく異なるヘイリー盤[165]は8月末にポップチャートで7位になり、同年の「ロック・アラウンド・ザ・クロック」による大成功を予兆させた。
- 「ロック・アラウンド・ザ・クロック」-1954年4月12日にビル・ヘイリー＆ヒズ・コメッツが録音。この曲はアメリカのポップ・チャートで初めて1位になったロックンロール・レコードで、その後38週にわたってTop100位以内に留まった。このレコードは多くの場合、ロックを主流（少なくともティーン世代の主流）に押し上げたものと言われている。当初は売上が今一つだったが、彼の他の楽曲「Shake Rattle and Roll」「Dim, Dim the Lights」が好評だったこともあり、翌年の『暴力教室 (1955年の映画)』に挿入されたことでより多くの観客に視聴され、1955年に世界的な成功を収めた[166]。最終的には600万枚を売り上げた[158]。曲自体は、1953年後半にソニー・ダエ&ヒズ・ナイツが録音したもので、ヘイリーが自身の盤を録音した時にこの斬新な楽曲は控えめなローカルヒット曲だった[82]。
- ジェームズ・コットンの「Cotton Crop Blues」とパット・ヘアの「I'm Gonna Murder My Baby」-いずれも1954年5月に録音。ヘヴィメタルの音楽要素を予期させるような、重いディストーションを掛けたパワーコード運びのエレキギターソロを特徴とするエレクトリック・ブルースのレコード[54]。
- 「ザッツ・オール・ライト」-1954年7月5日にエルヴィス・プレスリーが録音したもの。これはアーサー・クルーダップの曲のカバーであり、プレスリーの最初のシングル。プレスリー盤は「原曲の少なくとも2倍の速さ」であるため、クルーダップと全く一緒というわけではない[135]。B面はビル・モンローのブルーグラス曲「ブルー・ムーン・オブ・ケンタッキー」のロック版で、様々なロック歌手がこの音楽に影響を受けたとされている。